# Русалочка (фильм, 1976, СССР)
«Русалочка» — советско-болгарский фильм режиссёра Владимира Бычкова, снятый в 1976 году на киностудии имени М. Горького по одноимённой сказке Ханса Кристиана Андерсена, и посвящён памяти самого Андерсена.

## Сюжет

### Пролог
В дилижансе едут несколько путников: юная фройляйн (Виктория Новикова) со своей гувернанткой (Галина Волчек), молодожёны (Галина Артёмова и Юрий Сенкевич), некий пьяный господин (Михаил Пуговкин) и сказочник, вероятно, сам Ханс Кристиан Андерсен (Валентин Никулин). Гувернантка отчитывает фройляйн за то, что та заинтересованно и смущённо поглядывает на красивого женатого спутника. Сказочник решает развлечь погрустневшую девочку историей о том, «что случилось с [ней], с [ним], с ними со всеми, только очень-очень давно». Сказочник намекает, что его юная спутница и была главной героиней этой истории.

### Повествование
В море, где живут синеволосые русалки, плывёт корабль Принца. На корабле пышное празднование и фейерверки, но задумчивый Принц не принимает участия во всеобщем веселье. Одна русалочка залюбовалась принцем, тот тоже смотрит на неё, улыбаясь. Капитан корабля замечает, что из моря выплыло множество русалок, и они пытаются заманить моряков в пучину. Капитан предостерегает не смотреть на русалок, иначе все погибнут. Корабль терпит крушение, все тонут, кроме Принца, которого спасает русалочка и выносит на берег. Она ухаживает за ним до утра, но он не просыпается.
Мимо скачет Принцесса в сопровождении двух своих фрейлин и слуг. Русалочка прячется в воде. Одна из фрейлин узнаёт Принца, его имя — Антуан Сен-Готардский, он лучший жених Нормандии, богатый наследник, отказавшийся уже от трёх невест. Принцесса приказывает слугам забрать принца. Очнувшись и увидев её, Антуан посчитал, что она спасла его.
Русалочка плывёт к городу. На пути её замечают рыбаки, среди них местный пьяница Губастый. Они пытаются забросать девушку камнями, но она доплывает до крепостного рва и ждёт принца там. Ночью в королевство приезжает ещё один принц, Адальберт. Он жестоко подшучивает над русалкой.
Наутро Русалочка встречается со странствующим поэтом Сульпитиусом. Он хочет помочь Русалочке и Принцу, и обращается к трактирщице-ведьме за советом. Ведьма соглашается дать Русалочке ноги вместо хвоста и человеческое сердце в обмен на необычные синие волосы Русалочки. Ей нравится и голос Русалочки, но Сульпитиус вмешивается — как же Русалочка будет говорить с Принцем? Ведьма соглашается обойтись волосами. Условия таковы: Русалочке будет больно ходить, как по ножам. А ещё, если Принц женится на другой, её сердце разорвётся, и она умрёт. Русалочка соглашается. Но Сульпитиус напоминает ведьме, что не всё безнадёжно — если кто-нибудь отдаст жизнь за Русалочку, она будет жить вечно, «как мечта».
Под утро Русалочка обретает ножки и сердце. Сплетни о ней облетели крестьян — Губастый рассказал всем в кабаке о том, как видел русалку. Первый день Русалочки на земле полон впечатлений — Сульпитиус, показав ей город, заключает, что тот, «кто сказал, что жизнь прекрасна, был кое в чём, конечно, прав». Но Русалочка хочет видеть Принца.
Тем временем Принцесса уже убедила Принца, что именно она спасла его. А Русалочка снова встречается с Губастым и простодушно сообщает ему, что она действительно потопила корабль принца. На главной площади инквизиция собирается сжечь русалку, но Антуан и Сульпитиус вмешиваются. Принц Адальберт требует, чтобы русалку сожгли, Антуан бросает ему вызов. Принцесса велит посадить её в темницу. Вечером начинается бал.
На балу выясняется, что принц Адальберт приехал свататься к принцессе. Принцесса не хочет упускать из виду ни Антуана, ни Адальберта — к каждому подходит фрейлина и сообщает, что принцесса благоволит именно ему, и обоим принцам фрейлины дают медальон с портретом принцессы. Сульпитиус вновь помогает Русалочке — он выдумывает, что она благородная дама под покровом тайны. Её приглашают на бал, она понравилась принцессе и танцует с Антуаном. Принцесса даже признаётся русалочке, что она мучится своим обманом. Знакомство с русалочкой оставило отпечаток на душах всех — даже Ведьма в трактире поёт, что тоже хотела бы «от любви умереть». На Русалочку обращает внимание Адальберт, но в весьма грубой манере.
Антуана и Адальберта ждёт турнир за Принцессу. Сульпитиус не знает, что делать, ведь при любом раскладе турнира Русалочка умрёт от горя. Ведьма предлагает опоить Русалочку приворотным зельем, чтобы она полюбила Сульпитиуса, но тот в гневе отказывается. Он пытается уговорить Антуана одуматься и забыть принцессу, но тот не слушает.
Антуан чувствует, что погибнет на турнире. Свои чувства к принцессе он поверяет Русалочке. Он побеждает Адальберта, но понимает, что медальон принцессы был и у противника тоже. Воспользовавшись замешательством Антуана, Адальберт наносит ему смертельный удар со спины. Это не даёт Адальберту победы — за подлый удар его изгоняют.
Ведьма оживляет Антуана, видя горе Русалочки. Однако для неё он потерян навсегда — несмотря на обман с медальонами, он женится на Принцессе, ведь считает, что та спасла его после крушения корабля. Свадьба — последняя ночь Русалочки на земле. Она веселится, хотя знает, что ей суждено умереть. Она ни о чём не жалеет.
Сульпитиус говорит, что покидает город, уходит в новое странствие. Как и Русалочка, он не жалеет ни о чём, что было.
Наутро Антуану преграждает дорогу неизвестный в маске комедианта. Он вызывает принца на бой и сам пронзает себя мечом противника. Сняв маску с незнакомца, Антуан понимает, что это Сульпитиус. Он открывает Антуану истину: принц проглядел свою мечту. Она — Русалочка. После жертвы Сульпитиуса она будет жить на земле вечно, но принц её никогда уже не увидит.
Принц видит образ Русалочки всюду. Он бежит за ней, но она уходит всё дальше от него, растворяясь в воздухе.

### Эпилог
Сказочник говорит растроганной девушке, что с тех самых пор Русалочка вечно бродит по свету, принося счастье тем, кому удалось её увидеть.

## В ролях

### Пролог и эпилог
- Виктория Новикова — девушка в дилижансе
- Валентин Никулин — Ханс Кристиан Андерсен
- Галина Артёмова — замужняя спутница
- Юрий Сенкевич — женатый спутник
- Галина Волчек — воспитательница девушки
- Михаил Пуговкин — пьяный спутник

### Повествование
- Виктория Новикова — русалочка
- Валентин Никулин — Сульпитиус
- Галина Артёмова — принцесса
- Юрий Сенкевич — принц Антуан де Лален Пуату Лефевр Сен-Готардский
- Галина Волчек — трактирщица, она же ведьма
- Стефан Илиев — рыцарь Адальберт Гринли Рейнольд Марндельский
- Михаил Пуговкин — Губастый
- Светлана Моисеенко — фрейлина Жаклин
- Маргарита Чудинова — фрейлина Леонела
- Стефан Пейчев — рыбак
- Михаил Янушкевич — разбойник

### В эпизодах
- Андрей Файт
- Юлий Файт
- Борис Бреев
- Вячеслав Бутенко
- Владимир Бычков
- Юрий Видманкин
- Иван Гайдарджиев
- В. Лютиков
- А. Марков
- Иван Манов
- Артур Нищёнкин — слепец
- Сергей Николаев — пекарь
- Лев Потёмкин

## Съёмочная группа
- Автор сценария: Виктор Виткович, Григорий Ягдфельд
- Режиссёр-постановщик: Владимир Бычков
- Оператор-постановщик: Емил Вагенщайн
- Художник-постановщик: Константин Загорский, арх. Богоя Сапунджиев
- Композитор: Евгений Крылатов
- Дирижёр: Д. Штильман
- Текст песен: Белла Ахмадулина, Юрий Энтин
- Монтажёр: Г. Садовникова
- Директора картины: Роман Конбрандт, Иван Кордов